# Francova Lhota
Francova Lhota (niem. Franzenschlag) – gmina w Czechach, w powiecie Vsetín, w kraju zlińskim. Według danych z dnia 1 stycznia 2012 liczyła 1591 mieszkańców.
Składa się z dwóch części:
- Francova Lhota
- Pulčín

W pobliżu Pulčina znajduje się narodowy rezerwat przyrody Pulčín - Hradisko.
W miejscowości urodził się Štěpán Trochta – salezjanin, biskup litomierzycki w latach 1947-1974, kardynał.